# Boltrompetboom
De boltrompetboom (Catalpa bignonioides 'Nana'), ook wel de kogelvormige trompetboom genoemd,
is een langzaam groeiende, ronde bolvormige dichtvertakte struik, die op hoogstam van Catalpa bignonioides wordt geënt. De boom is afkomstig uit Frankrijk, waar hij omstreeks 1850 is ontstaan. De  grote, heldergroene, hartvormige bladeren zijn kleiner dan bij de natuurlijke soort. Deze cultivar bloeit niet.
De boom wordt als deze niet gesnoeid wordt 5 tot 6 meter hoog en 3 tot 4 meter in doorsnede. Het gevaar bestaat dan dat de bolvormige struik van de onderstam afbreekt. Voor het in stand houden van de bolvorm moet de boom elk jaar of om de twee jaar in de lente (maart in West-Europa) teruggesnoeid worden.